# Bananas
Bananas és una pel·lícula estatunidenca de Woody Allen, estrenada el 1971. Aquesta pel·lícula ha estat doblada al català.

## Argument
Un americà abandonat per la seva amiga marxa a l'Estat de San Marcos, en guerra civil. Se'n farà president, després retrobarà Amèrica i la seva amiga, sempre sota les càmeres de televisió omnipresents.
Fielding Mellish és un provador de productes nous que, tot d'un plegat, es troba ficat en l'apassionat món de la política revolucionària de l'Amèrica del Sud. Fielding coneix Nancy i se n'enamora. Ella és una destacada activista de causes lliberals. A través de tot de circumstàncies divertides i extravagants, Fielding es troba ficat en la revolució de San Marcos, una petita república bananera al sud dels Estats Units. Quan el dictadors de San Marcos és enderrocat elegeixen Fielding, que du una barba com la de Fidel Castro, per governar el país. Fielding torna als Estats Units per aconseguir fons i es troba una altra vegada amb Nancy. Ella no s'adona de la nova disfressa de Fielding i queda impressionada del carisma que té. Es casen i passen la nit de nuvis a l'hotel Manhattan. Howard Cosell els fa una entrevista en directe sobre la seva primera experiència de casats.

## Repartiment
- Woody Allen: Fielding Mellish
- Louise Lasser: Nancy
- Carlos Montalbán: General Emilio M. Vargas
- Naty Abascal: Yolanda
- Jacobo Morales: Esposito
- Miguel Ángel Suárez: Luis
- David Ortiz: Sanchez
- René Enríquez: Diaz
- Jack Axelrod: Arroyo
- Howard Cosell: ell mateix
- Roger Grimsby: ell mateix
- Don Dunphy: ell mateix
- Charlotte Rae: Mrs Mellish
- Stanley Ackerman: Doctor Al Mellish
- Dan Frazer Sacerdot
- Sylvester Stallone Agressor al metro

## Premis
- Nominat per la Writer Guild of America, WGA Award a la Millor Comèdia el 1971